# Аліса – миротворець
«Аліса — миротворець» (англ. Alice the Peacemaker) — американський анімаційний короткометражний  фільм із серії «Комедії Аліси», що вийшов
1 серпня 1924 року.

## Головні персонажі
- Аліса
- Юлій

## Інформаційні дані
- Аніматори[2]:
- Оператор[2]:
- Живі актори[2]:
- Тип анімації: об'єднання реальної дії та стандартної анімації
- Виробничий код: AC-07[3]